# 송훈석
송훈석(宋勳錫, 1950년 10월 8일 ~ )은 대한민국의 검사 출신 정치인이다. 제15·16·18대 국회의원이다.

## 학력
- 오호국민학교 졸업
- 동광중학교 졸업
- 경동고등학교 졸업
- 고려대학교 법과대학 행정학과 학사

## 경력
- 제17회 사법시험 합격
- 육군 대위 예편(법무관)
- 서울지검 북부지청 검사
- 춘천지검 속초지청장
- 서울지검 의정부지청 부장검사
- 변호사 개업
- 운봉장학회 이사장
- 미국 조지타운대 객원 연구원

## 의정 활동
- 15·16·18대 국회의원(강원 속초 고성 양양군)
- 2002년 국회 환경노동위원회 위원장
- 18대 전반기 국회 문화체육관광방송통신위원회 위원
- 18대 후반기 국회 농림수산식품위원회 위원
- 국회 사법제도개혁특별위원회 위원

## 논란

### 철새 관련 논란
처음 당선 때는 신한국당(한나라당) 소속이었으나, 김대중 정부 출범 이후 정계개편 때 새천년민주당에 입당하여 이후 2000년 16대 총선에서는 새천년민주당 공천으로 재선에 성공했다.
2004년 17대 총선에서는 노무현 대통령 탄핵의 역풍으로 인해 3위로 낙선했고 이후 한동안 정계를 떠나있다가 2008년 18대 총선을 앞두고는 민주당을 탈당해 한나라당 공천을 신청했으나, 1998년 당시의 탈당 전력이 문제가 되어 입당이 거부되자 무소속으로 출마해 3선에 성공했다.
때문에 일각에서는 한나라당 입당 가능성이 가장 높은 의원중 한명으로 송훈석이 지목됐으나, 정작 송훈석은 외려 이명박 정부에 대해 시종일관 비판적인 입장을 견지했고 결국 2011년 4월 2일 민주당에 입당했다. 2012년 19대 총선에서는 새누리당 정문헌 전 의원에 밀려 낙선했으며 박근혜 대통령 취임 이후로도 계속해서 정부를 비판하는 입장을 고수하고 있다가 2015년 12월 30일 더불어민주당을 탈당했다.

## 역대 선거 결과
|  | 34.12% |

|  | 42.22% |

|  | 21.57% |

|  | 40.97% |

|  | 35.57% |

|  | 0% |

## 소속 정당
| 소속 정당 | 소속 정당      | 소속 기간 | 비고           |
| --------- | -------------- | --------- | -------------- |
|           | 신한국당       | 1996~1997 | 정계 입문      |
|           | 한나라당       | 1997~1998 | 합당           |
|           | 무소속         | 1998      | 합당           |
|           | 새정치국민회의 | 1998~2000 | 입당           |
|           | 새천년민주당   | 2000~2005 | 합당           |
|           | 민주당         | 2005~2007 | 당명 변경      |
|           | 무소속         | 2007~2008 | 탈당           |
|           | 한나라당       | 2008      | 복당           |
|           | 무소속         | 2008~2011 | 탈당           |
|           | 민주당         | 2011      | 복당           |
|           | 민주통합당     | 2011~2013 | 합당           |
|           | 민주당         | 2013~2014 | 당명 변경      |
|           | 새정치민주연합 | 2014~2015 | 합당           |
|           | 더불어민주당   | 2015      | 당명 변경      |
|           | 무소속         | 2015~2017 | 탈당           |
|           | 국민의당       | 2017~2018 | 입당           |
|           | 바른미래당     | 2018~2020 | 합당           |
|           | 무소속         | 2020~현재 | 탈당 정계 은퇴 |

## 같이 보기
- 속초시·고성군·양양군·인제군
- 속초시의 국회의원
- 고성군의 국회의원
- 양양군의 국회의원
- 인제군의 국회의원
- 속초시·고성군·양양군